# Трусов Костянтин Ананійович
Костянтин Ананійович Трусов (3 [16] січня 1907, місто Слов'янськ Катеринославської губернії, тепер Донецької області — 15 жовтня 2005, місто Харків) — український радянський компартійний діяч. Кандидат у члени ЦК КПУ в 1952—1966 р. Депутат Верховної Ради УРСР 4—6-го скликань.

## Біографія
Трудову діяльність розпочав у 1923 році учнем школи фабрично-заводського навчання при Харківському паровозобудівному заводі. Після закінчення школи працював на цьому ж заводі модельником. Брав участь у розробці першого вітчизняного двигуна.
Член ВКП(б) з 1927 року.
З 1930 року — секретар цехової партійної організації КП(б)У, потім — секретар комітету ЛКСМ України Харківського паровозобудівного заводу. У 1932—1934 роках — секретар Харківського міського комітету ЛКСМ України.
У 1934—1936 роках — студент індустріального робітничого факультету при Промисловій академії, а у 1936—1940 роках — студент Промислової академії чорної металургії імені Сталіна у місті Харкові. У 1940 році з відзнакою закінчив Промислову академію, де навчався за спеціальністю інженера-сталеплавильника.
У 1940—1941 роках — начальник зміни мартенівського цеху Харківського заводу транспортного машинобудування № 183.
Під час німецько-радянської війни був евакуйований у східні райони СРСР. У 1941 — серпні 1943 року — майстер, інженер мартенівського цеху металургійного заводу у місті Нижньому Тагілі Свердловської області РРФСР. У серпні 1943 — 1944 року — головний металург, секретар партійної організації Харківського металургійного заводу.
У 1944 — лютому 1951 року — партійний організатор (парторг) ЦК ВКП(б) Харківського машинобудівного заводу № 75 Міністерства транспортного машинобудування СРСР.
У лютому 1951 — вересні 1952 року — секретар Харківського обласного комітету КП(б)У.
У вересні 1952 — січні 1963 року — 1-й секретар Харківського міського комітету КПУ.
У січні 1963 — грудні 1964 року — голова виконавчого комітету Харківської промислової обласної ради депутатів трудящих.
У грудні 1964 — квітні 1973 року — секретар Харківського обласного комітету КПУ.
З квітня 1973 року — персональний пенсіонер у місті Харкові.
Потім працював в Науково-виробничому об'єднанні «Монокристалреактив», перебував на пенсії в місті Харкові.

## Нагороди
- орден Леніна
- два ордена Трудового Червоного Прапора
- орден Жовтневої Революції
- орден Дружби народів (14.01.1977)
- орден «Знак Пошани» (28.08.1944)
- медалі
- почесний громадянин Харкова (1999)